# Główczewski

Główczewski

Główczewski (Główczewski I, Korda-Główczewski, Żnin odmienny) – kaszubski herb szlachecki, wariant wilczego haka, według Przemysława Pragerta jest to odmiana herbu Znin.

## Opis herbu
Opis z wykorzystaniem zasad blazonowania, zaproponowanych przez Alfreda Znamierowskiego:
W polu rogacina podwójna, z brakującą prawą górną i lewą dolną połową żeleźca, przekrzyżowana prawoskośnie belką, która sama przekrzyżowana na lewym dolnym końcu. Barwy nieznane.

## Najwcześniejsze wzmianki
Pieczęć Eustachego Korda-Główczewskiego z 1570 roku.

## Herbowni
Korda-Główczewski.